# Ритм мовлення
Ритм мовлення (ізохронія) — часова організація мовленнєвого потоку, його циклічність. У фонології є одним із аспектів просодії разом із мелодикою, темпом мовлення, паузами та наголосом.

## Характерні особливості
Ритмічну структуру усного мовлення формує циклічність послідовних інтервалів мовлення рівномірної тривалості. У фонетиці інтервали мовлення, що мають тенденцію вимовлятися рівномірно, тобто за однаковий період часу, називають ізохронними (від грец. isos — однаковий, chronos — час). У мовах циклічними інтервалами можуть бути різні одиниці, зокрема склад, мора або ж акцентна група, тобто група складів, об'єднаних наголосом (синоніми: мовленнєвий такт / фонетичне слово / фонотакт / ритмогрупа). Відповідно, виділяють три моделі ритму мовлення — складовий ритм, ритм мор і акцентний ритм. 
- Складовий ритм мовлення є таким, що досягається ізохронністю інтервалів між вершинами складів (інтервали між голосними звуками як вершинами складів виявляють циклічність, створюючи складовий ритм).
- Ритм мор є таким, що забезпечується ізохронністю мор (циклічність у мовленні мор утворює ритм).
- Акцентний ритм є таким, що реалізується ізохронністю інтервалів між вершинами акцентних груп, тобто між наголосами (інтервали між наголошеними складами є циклічними, завдяки чому з’являється ритм).

## Ритм мовлення у мовах світу
Ще в першій половині 20 ст. науковці почали помічати, що різні мови світу різняться за ритмічним структуруванням. Наприклад, М. Трубецькой російську, англійську, німецьку та деякі інші називає мовами зі складовим ритмом (рос. слогосчитающие языки), а ті, що не виявляють складового ритму (литовська, словацька, латина тощо), — мовами з ритмом мор (рос. моросчитающие языки). Інші дослідники, вивчаючи темп мовлення, помітили тенденцію, за якою слова вимовляються швидше, якщо кількість складів у них перевищує середньостатистичну в мовленні, і навпаки: надто короткі за кількістю складів слова характеризуються сповільненою вимовою. Така закономірність є результатом дії ритму, а саме ізохронності інтервалів між акцентними групами: мовленнєвий потік структурується так, що акцентні групи, тобто слова, прагнуть вимовлятися з приблизно однаковою тривалістю незалежно від того, скільки складів вони містять у собі. Часто це реалізується коштом саме ненаголошених складів, тому в мовах із виразним акцентним ритмом характерним є протиставлення наголошених складів і ненаголошених за тривалістю, наявність таких явищ, як редукція ненаголошених голосних тощо. У мовах зі складовим ритмом (або ритмом мор) така закономірність не характерна. Отже, ритм мовлення визначає особливості тривалості звуків, складів, слів і фраз. 
Нині існує типологічна класифікація мов світу за різновидом ритму, яку започаткував у 1945 році К. Л. Пайк:
- ізосилабічні мови (англ. syllable-timed languages): італійська, французька, іспанська, португальська (бразильська), ісландська, грузинська, румунська, вірменська, валлійська, китайська (кантонська, мандаринська), чеська, польська тощо;
- ізоморні мови (англ. mora-timed languages): японська, гільбертська, словацька, мова ганда; найімовірніше, і такі мертві мови, як давньогрецька, санскрит, індоєвропейська);
- ізоакцентні мови (англ. stress-timed languages): англійська, німецька, російська, данська, естонська, нідерландська, шведська, норвезька, португальська, перська, арабська, тайська тощо.

Дедалі частіше науковці стверджують про умовність цієї класифікації, адже дослідження з вимірювання ізохронних інтервалів свідчать про великі відхилення в рівності їхньої часової тривалості. Це означає, що будь-яка мова характеризується і складовим, і акцентним ритмом, при цьому один із них може превалювати виражено або невиражено. На цій підставі типологічну класифікацію мов за ритмом пропонують розглядати не як категорії, а як шкалу, на якій мови розміщуються у послідовності від виразно ізосилабічних до виразно ізоакцентних; мови, що розміщуються на цій шкалі посередині, є фактично мовами змішаного типу ритму. 
Є також різка критика типологічного поділу мов світу за ритмом, відповідно до якої такі одиниці, як склад чи акцентна група структурують мовлення за законами фізіології незалежно від мови (склад і акцентна група є циклічними імпульсами фонації й артикуляції), і таке структурування не може бути диференційною ознакою мовлення тієї чи іншої мови.

## Ритм мовлення в українській мові
Згідно з експериментально-фонетичним дослідженням О. С. Іщенка ритм мовлення в українській мові не є яскраво вираженим ані як складовий, ані як акцентний. При цьому акцентний ритм превалює над складовим, що дає змогу класифікувати українську як ізоакцентну мову, тобто таку, що виявляє рівномірність інтервалів у мовленні між наголосами (наголошеними складами).